# アセトンチオセミカルバゾン
アセトンチオセミカルバゾン (acetone thiosemicarbazone) は、化学式がC4H9N3Sの化合物である。プラスチック製造の場面において、ポリ塩化ビニル (PVC) の重合を止めるときに使われる。毒性が高いことから、極めて危険有害な物質の一覧にリストアップされている。